# École littéraire de Montréal
Pour les articles homonymes, voir École de Montréal.
L’École littéraire de Montréal est une association d'hommes de lettres canadien-français à Montréal à la fin du XIXe siècle et au début du XXe siècle. Elle a été fondée en 1895 et a fermé en 1935. Elle a pour but de cultiver les lettres canadiennes et de créer un milieu littéraire favorable.

## Historique
L'idée de sa création est due à Jean Charbonneau et Paul de Martigny, aidés de Louvigny de Montigny et Germain Beaulieu. La première séance a lieu le 7 novembre 1895. L'École compte un maximum de trente membres qui doivent prouver leur notoriété à leurs collègues. Les candidats sont choisis sur soumission de poèmes. L'École a un président, un vice-président et un trésorier. Germain Beaulieu en est le premier président et Jean Charbonneau, le secrétaire. Parmi les membres en 1897, ce cénacle compte « quatre avocats, un médecin, trois peintres, deux libraires-éditeurs, trois journalistes, sept étudiants en droit et en philosophie. »
La première rencontre a eu lieu à l'Hôtel de Ville de Montréal. Les réunions sérieuses ont lieu ensuite au château Ramezay, qui donnera son titre au recueil de l'ensemble des présentations faites entre 1896 et 1900 : Soirées du Château de Ramezay. Nelligan, qui se joint au groupe en février 1897, en fut « l'une des meilleures espérances » au jugement de Camille Roy.
L'École organise des séries de conférences : entre septembre 1896 et juin 1898, elle tient 33 séances, au cours desquelles sont prononcées 26 conférences, 58 poèmes et 23 travaux en prose. Elle tient aussi des séances publiques : « Les soirées attirent des foules nombreuses fortement encouragées par la presse, qui loue unanimement et les conférenciers invités et les jeunes poètes de l’École. »
En novembre 1898, à la suite de la démission de Germain Beaulieu, Wilfrid Larose est élu président. Le 7 avril 1899, Jean Charbonneau présente une étude critique sur le symbolisme en France. Le 26 mai 1899, Émile Nelligan est applaudi triomphalement lorsqu'il déclame sa Romance du vin. C'est l'événement le plus mémorable et en quelque sorte le chant du cygne de l'École.
L'École tombe en sommeil de 1900 à 1904, puis connaît un regain d'activité pendant quelques mois et redevient silencieuse de 1905 à 1908. Un projet de publication d'une deuxième série des Soirées du Château de Ramezay avorte. Il est suivi du lancement d'une revue littéraire intitulée Terroir, dont le premier numéro paraît en janvier 1909 mais qui disparaît après onze numéros. L'École vivote ensuite et ne connaît que d'épisodiques rencontres jusqu'au début des années 1930.
Jean Charbonneau a écrit l'histoire de l'École après sa fermeture.

## Esthétique
On a souvent présenté cette école comme le fer de lance de la modernité littéraire au Québec. Des travaux récents obligent cependant à modifier cette vision idyllique : « En fait, dès ces débuts, l’École littéraire de Montréal est une entité composite : deux générations, deux groupes différents et autant de préférences esthétiques que de membres. Les tensions entre démarches novatrices et sursauts réactionnaires constituent la base même de l’histoire de l’École, sa raison de vivre : favoriser la marche de l’écrivain dans la direction qu’il s’est choisie. »
L'École contribue à engendrer dans le public un intérêt pour la création d'une littérature nationale : « Grâce à ces jeunes hommes, nous sommes désormais assurés d’avoir une littérature nationale avouable, alors que jusqu’à ce jour l’usurpation de ce vocable ne servait guère qu’à nous ridiculiser dans le monde des lettres. »
L'École fut fortement marquée par l'influence du symbolisme, ce qui l'amena à considérer la poésie selon un paradigme musico-pictural.

## Membres
Initialement composée entre 1895 et 1904 de : Germain Beaulieu, Louvigny de Montigny, Jean Charbonneau, G.-A. Dumont, E.-Z. Massicotte, Pierre Bédard, Louis-Joseph Béliveau, Albert Ferland, Paul de Martigny, Henry Desjardins, Alfred Desloges, J.-W. Poitras, Alban Germain, Jules Leclerc, Charles Gill, Arthur de Bussières, Joseph Melançon (Lucien Rainier), Émile Nelligan, J.M.A. Denault, Wilfrid Larose, Firmin Picard, J.H. Legault, Alphonse Gingras, Raoul Leduc, Gonzalve Desaulniers, Louis-Honoré Fréchette, Hector Demers, Gustave Comte, Albert Lozeau, Louis-Joseph Doucet, Charles-Albert Millette.
Après une période de sommeil et plusieurs départs, s'y ajouteront au fil des ans : Alphonse Beauregard, William-Athanase Baker, Louis-Joseph Doucet, Philémon de Beaucis, Émile Coderre (Jean Narrache), Hector Desloges, Albert Dreux, Englebert Gallèze, Casimir Girardin, Claude-Henri Grignon, Albert Laberge, J.-A. Lapointe, Lionel Léveillé, Denis Lanctôt, Léon Lorrain, Antonio Pelletier, Damase Potvin, Ernest Tremblay, Jules Tremblay.